# Davide Giugliano
Davide Giugliano (Roma, 28 ottobre 1989) è un pilota motociclistico italiano.
Vincitore della Superstock 1000 FIM Cup nel 2011.

## Carriera
Nel 2004 corre il campionato Europeo Velocità nella classe 125 conquistando sei punti.
Sempre nel 2004 è pilota titolare nella classe 125 del campionato italiano dove si classifica al decimo posto. Esordisce nel campionato europeo Superstock 600 nel 2005, terminando terzo l'anno successivo. Sempre nel 2006 si classifica tredicesimo nel campionato italiano Supersport in sella ad una Kawasaki. Nel 2007 passa a correre nel campionato mondiale Supersport alla guida di una Kawasaki ZX-6R, terminando la stagione al 27º posto. Nel 2008 passa a correre nella Superstock 1000 FIM Cup, concludendo settimo (nella stessa stagione è vice-campione italiano di categoria con due vittorie salendo sul podio in tutte le gare in calendario), decimo nel 2009 (anno in cui ottiene un podio e chiude quindicesimo nel CIV Stock 1000) e quinto nel 2010, anno in cui disputa anche una gara nel CIV Stock 1000 terminando quarto. Nel 2011, con una Ducati, vince il titolo della Superstock 1000 FIM Cup.
Sempre nel 2011 esordisce nel campionato mondiale Superbike, correndo in qualità di wildcard a Portimão alla guida di una Ducati 1098, ottenendo 4 punti. Nel 2012 diventa pilota titolare nel mondiale Superbike confermato dal team Althea Racing, piazzandosi sul podio in due occasioni, in una chiudendo davanti al campione mondiale in carica e compagno di squadra Carlos Checa. Nell'ultima gara in Francia conquista il giro veloce chiudendo la stagione al 10º posto della classifica generale.
Nel 2013 rimane nel team Althea Racing che passa da motocicletta Ducati ad Aprilia. Giugliano alla guida dell'Aprilia RSV4 Factory conquista due podi ed il sesto posto nel campionato del mondo Superbike, in questa stagione centra la sua prima Superpole nel GP di Russia. Nel 2014 viene ingaggiato dal team Ducati Superbike, disputa una stagione positiva nonostante ben sette ritiri ne abbiano compromesso la posizione in classifica. Termina ottavo in campionato con due podi e due superpole. Viene confermato dal team Ducati Superbike anche per la stagione successiva.
Nel 2015 durante i test cade e si frattura tre vertebre, così deve saltare i primi quattro GP. Rientra durante il gran premio a Imola, ottenendo subito un podio. Nelle gare successive ottiene due secondi posti nelle tappe di Portimão e Misano, totalizzando 119 punti. In seguito a una caduta nella seconda gara del Gran Premio di Laguna Seca, un nuovo infortunio alle vertebre pone anticipatamente fine alla sua stagione 2015. Nel 2016 Giugliano è, per il terzo anno consecutivo, pilota titolare del team Aruba.it Racing - Ducati, con Chaz Davies come compagno di squadra. Ottiene cinque piazzamenti a podio, e chiude la stagione al settimo posto in classifica piloti con 197 punti all'attivo.
Nel 2017 si trasferisce a correre nel campionato britannico Superbike in sella ad una BMW S1000RR del team Tyco BMW. il compagno di squadra, in questa stagione, è il britannico Christian Iddon. Il 15 giugno viene dato l'annuncio della separazione consensuale dal team. Torna nel mondiale Superbike per disputare i Gran Premi di Germania al Lausitzring e Francia a Magny-Cours in sella ad una Honda CBR1000RR del team Red Bull Honda in sostituzione di Nicky Hayden. Termina poi la stagione con questo team, andando a chiudere al ventiseiesimo posto in classifica piloti con tredici punti ottenuti. Nel 2018 è chiamato a sostituire l'infortunato Eugene Laverty sull'Aprilia RSV4 del team Milwakee Aprilia nel campionato mondiale Superbike. I punti così ottenuti gli consentono di chiudere al ventunesimo posto in classifica piloti.

## Risultati in gara

### Campionato mondiale Supersport
| 2007 | Moto     |    |     |   |    |   |    |     |     |    |  |  |  |  | Punti | Pos. |
| ---- | -------- | -- | --- | - | -- | - | -- | --- | --- | -- |  |  |  |  | ----- | ---- |
| 2007 | Kawasaki | 20 | Rit | 6 | 12 | 9 | NP | Rit | Rit | 20 |  |  |  |  | 21    | 27º  |

| Legenda | 1º posto        | 2º posto            | 3º posto           | A punti      | Senza punti        | Grassetto – Pole position Corsivo – Giro più veloce |
| Legenda | Gara non valida | Non qual./Non part. | Ritirato/Non class | Squalificato | '-' Dato non disp. | Grassetto – Pole position Corsivo – Giro più veloce |

### Campionato mondiale Superbike
| 2011 | Moto   |  |  |  |  |  |  |  |  |  |  |  |  |  |  |  |  |  |  |  |  |  |  |  |  |    |    |  |  | Punti | Pos. |
| ---- | ------ |  |  |  |  |  |  |  |  |  |  |  |  |  |  |  |  |  |  |  |  |  |  |  |  | -- | -- |  |  | ----- | ---- |
| 2011 | Ducati |  |  |  |  |  |  |  |  |  |  |  |  |  |  |  |  |  |  |  |  |  |  |  |  | 16 | 12 |  |  | 4     | 28º  |

| 2012 | Moto   |   |    |     |     |   |   |    |   |   |     |    |   |   |     |   |    |     |    |   |     |     |   |     |   |     |    |   |   | Punti | Pos. |
| ---- | ------ | - | -- | --- | --- | - | - | -- | - | - | --- | -- | - | - | --- | - | -- | --- | -- | - | --- | --- | - | --- | - | --- | -- | - | - | ----- | ---- |
| 2012 | Ducati | 9 | 13 | Rit | Rit | 2 | 9 | AN | 8 | 7 | Rit | 11 | 7 | 3 | Rit | 8 | 10 | Rit | 11 | 9 | Rit | Rit | 6 | Rit | 7 | Rit | NC | 8 | 6 | 143   | 10º  |

| 2013 | Moto    |     |   |     |   |   |     |    |   |   |   |     |   |   |     |     |    |     |    |   |   |   |   |   |   |   |   |   |    | Punti | Pos. |
| ---- | ------- | --- | - | --- | - | - | --- | -- | - | - | - | --- | - | - | --- | --- | -- | --- | -- | - | - | - | - | - | - | - | - | - | -- | ----- | ---- |
| 2013 | Aprilia | Rit | 6 | Rit | 4 | 6 | Rit | 10 | 6 | 6 | 4 | Rit | 9 | 2 | Rit | Rit | AN | Rit | 15 | 5 | 6 | 5 | 9 | 6 | 2 | 4 | 4 | 6 | 10 | 211   | 6º   |

| 2014 | Moto   |   |   |   |   |     |   |     |   |     |   |   |    |   |   |   |   |   |     |     |     |   |     |   |   |  |  |  |  | Punti | Pos. |
| ---- | ------ | - | - | - | - | --- | - | --- | - | --- | - | - | -- | - | - | - | - | - | --- | --- | --- | - | --- | - | - |  |  |  |  | ----- | ---- |
| 2014 | Ducati | 4 | 4 | 8 | 7 | Rit | 3 | Rit | 6 | Rit | 4 | 8 | 10 | 8 | 9 | 7 | 2 | 4 | Rit | Rit | Rit | 7 | Rit | 5 | 8 |  |  |  |  | 181   | 8º   |

| 2015 | Moto   |     |     |     |     |     |     |     |     |   |   |    |   |   |   |   |   |   |     |     |     |     |     |     |     |     |     |  |  | Punti | Pos. |
| ---- | ------ | --- | --- | --- | --- | --- | --- | --- | --- | - | - | -- | - | - | - | - | - | - | --- | --- | --- | --- | --- | --- | --- | --- | --- |  |  | ----- | ---- |
| 2015 | Ducati | Inf | Inf | Inf | Inf | Inf | Inf | Inf | Inf | 3 | 4 | 17 | 5 | 4 | 2 | 4 | 2 | 4 | Rit | Inf | Inf | Inf | Inf | Inf | Inf | Inf | Inf |  |  | 119   | 11º  |

| 2016 | Moto   |   |   |    |    |   |   |     |   |   |   |   |   |   |   |    |   |     |   |   |     |    |    |     |    |     |    |  |  | Punti | Pos. |
| ---- | ------ | - | - | -- | -- | - | - | --- | - | - | - | - | - | - | - | -- | - | --- | - | - | --- | -- | -- | --- | -- | --- | -- |  |  | ----- | ---- |
| 2016 | Ducati | 4 | 3 | 18 | 10 | 5 | 6 | Rit | 8 | 5 | 4 | 6 | 2 | 2 | 7 | 14 | 3 | Rit | 2 | 7 | Rit | NP | NP | Rit | 13 | Rit | NP |  |  | 197   | 7º   |

| 2017 | Moto  |  |  |  |  |  |  |  |  |  |  |  |  |  |  |  |  |     |    |  |  |   |    |     |    |     |    |  |  | Punti | Pos. |
| ---- | ----- |  |  |  |  |  |  |  |  |  |  |  |  |  |  |  |  | --- | -- |  |  | - | -- | --- | -- | --- | -- |  |  | ----- | ---- |
| 2017 | Honda |  |  |  |  |  |  |  |  |  |  |  |  |  |  |  |  | Rit | 17 |  |  | 8 | 11 | Rit | 17 | Rit | NP |  |  | 13    | 26º  |

| 2018 | Moto    |  |  |  |  |    |    |    |    |  |  |  |  |  |  |  |  |  |  |  |  |  |  |  |  |  |  |  |  | Punti | Pos. |
| ---- | ------- |  |  |  |  | -- | -- | -- | -- |  |  |  |  |  |  |  |  |  |  |  |  |  |  |  |  |  |  |  |  | ----- | ---- |
| 2018 | Aprilia |  |  |  |  | 13 | 18 | 13 | 11 |  |  |  |  |  |  |  |  |  |  |  |  |  |  |  |  |  |  |  |  | 11    | 21º  |

| Legenda | 1º posto        | 2º posto            | 3º posto           | A punti      | Senza punti        | Grassetto – Pole position Corsivo – Giro più veloce |
| Legenda | Gara non valida | Non qual./Non part. | Ritirato/Non class | Squalificato | '-' Dato non disp. | Grassetto – Pole position Corsivo – Giro più veloce |